# I’m Sorry (Joyner-Lucas-Lied)
I’m Sorry ist ein Rap-Song des US-amerikanischen Rappers Joyner Lucas, der 2016 auf dem Mixtape 508-507-2209 veröffentlicht wurde.

## Inhalt
Das Stück ist in zwei Teile aufgeteilt. In der 1. Strophe wird aus der Sicht eines Freundes von Lucas gerappt, der einen Abschiedsbrief geschrieben hat. Dieser wurde gemobbt, weil er anders ist. Er beschreibt die Gefühle, wegen einer psychischen Störung verbal angegriffen zu werden. Der Freund hat Suizidgedanken, glaubt daran, dass Suizid nicht schwer sei und möchte es selbst erleben. Die Frage, ob Gott existiere, stellt er sich auch, mit der Antwort, er werde es bald sehen. Er habe das Gefühl, nutzlos zu sein, und wird vom Gedanken, dass die Welt ohne ihn besser dran sei, übermannt. Mit der Andeutung, er werde es wie Robin Williams zu Ende bringen, will er sich erhängen, was aber fehlschlägt. Schließlich  erschießt er sich.
Der Refrain erzählt, dass man der Familie eine Entschuldigung von ihm ausrichten solle. Lucas hofft, dass er bekommen hat, was er wollte. Er gibt sich selbst die Schuld für seinen Suizid, da er mehr auf ihn achten hätte sollen. An seinem Freund übt er Kritik, dass er zu schwach und egoistisch gewesen sei. Er fragt, ob er bei Gott sei und wie es ihm jetzt erginge, ob er es anders machen würde, wenn er es nochmal machen könne. Dass sein Freund, seitdem er neun Jahre alt war, Depressionen gehabt habe. Seine Erinnerung sagt ihm, dass die beiden damals fröhlich waren und das Leben genossen hatten.

## Musikvideo
Das Musikvideo zum Song wurde am 12. August 2016 veröffentlicht. Zu Beginn sieht man Joyners Freund mit einem Gürtel um den Hals auf einem Stuhl stehen. Seine Gesichtsausdrücke werden stetig aggressiver. Joyner selbst sieht man auf der Coach, wie er den Abschiedsbrief liest. Der Freund zieht den Stuhl weg und versucht den Suizid per Strangulierung. Er versucht, den Gürtel wieder von seinem Hals zu bekommen. Kurz vor seinem Tod reißt die Halterung des Gürtels und sein Freund fällt lebend auf den Boden.
In der nächsten Szene sieht man ihn schreibend an einem Tisch sitzen. Neben ihm liegt eine Waffe. Als er den Abschiedsbrief zusammenknüllt, nimmt er die Waffe und richtet sich selbst. Während des Refrains bemerkt Lucas, dass sich sein Freund umgebracht hat. In der 2. Strophe steht Lucas vor dem Sarg, in dem sein Freund liegt und rappt aggressiv. Erkennbar wird auch, dass der Freund einen Ring trägt. Währenddessen kommt der Priester hinein, umarmt ihn und Lucas beginnt zu weinen. Das Video hatte auf YouTube mehr als 77 Millionen Aufrufe (Stand: September 2023).

## Produktion
Die Produktion übernahm das Produzenten-Duo The Cratez. Das Lied wurde auch für Logics Song 1-800-273-8255, der ebenfalls das Thema Suizid behandelt, gesampelt. Auf der Streamingplattform Spotify erreichte die Single mehr als 118 Millionen Aufrufe (Stand: März 2025).